# 亀岡市立安詳小学校

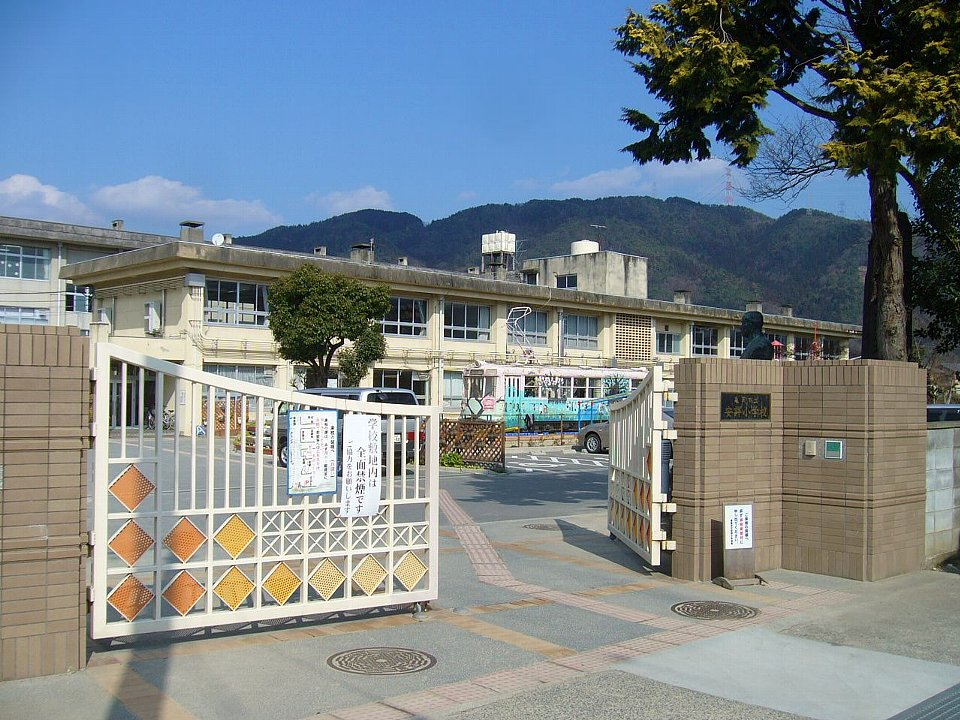
安詳小学校

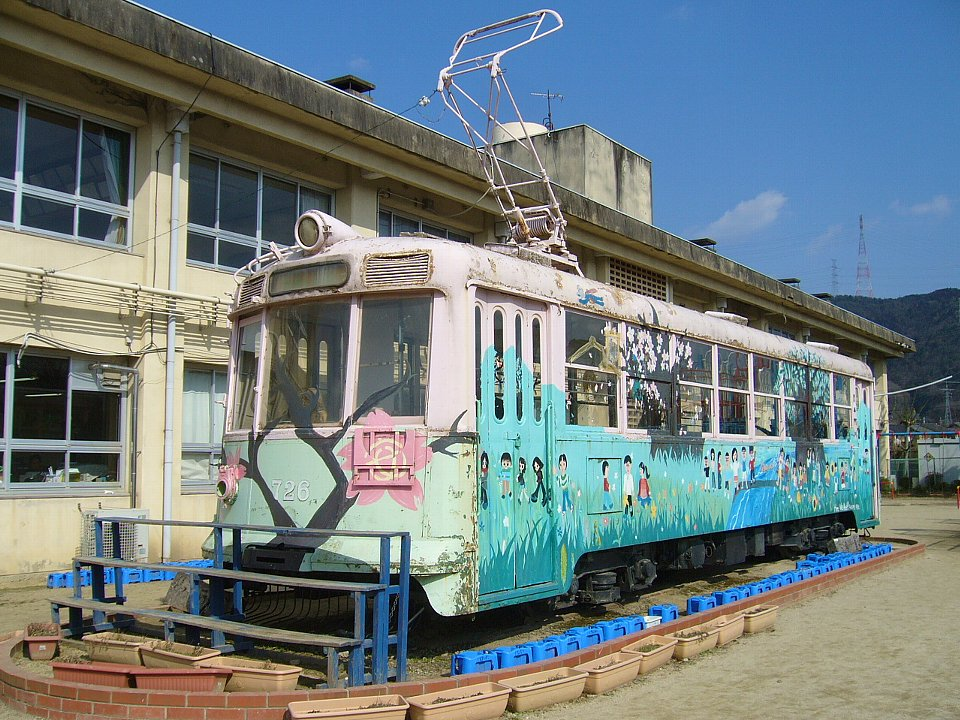
保存されている京都市電車輌

亀岡市立安詳小学校（かめおかしりつあんしょうしょうがっこう）は、京都府亀岡市にある公立小学校。

## 所在地
- 京都府亀岡市篠町篠中北裏68番地

## 沿革
- 1873年（明治6年）6月1日 浄行院が桑田郡第1小学区の小学校として開設。
- 1877年（明治10年） 槙村正直府知事により｢安詳館｣と命名される。
- 1887年（明治20年）月 安詳尋常小学校と改称。
- 1901年（明治34年）4月 安詳尋常高等小学校と改称。
- 1911年（明治44年） 現位置へ移転し、校舎建築開始。
- 1941年（昭和16年）4月 安詳国民学校に改称。
- 1947年（昭和22年） 篠村立安詳小学校と改称。
- 1959年（昭和34年）10月 篠村が亀岡市に併合されたことにより、亀岡市立安詳小学校と改称。
- 1972年（昭和47年）6月 創立100周年記念式を挙行。
- 1975年（昭和50年）3月 つつじヶ丘小学校新設。東つつじヶ丘、広田、浄法寺地区を校区から分離。
- 1980年（昭和55年）3月 詳徳小学校新設により、校区を分割。
- 2004年（平成16年）5月26日 鶴岡市立西郷小学校と姉妹校盟約締結。

## アクセス
- 鉄道
  - 西日本旅客鉄道（JR西日本）山陰本線馬堀駅下車、南へ約800m。
- バス
  - 京阪京都交通乗車、アル・プラザ前下車、北へ約600m。

## 出身者
- 飯島希望 - 陸上選手（佛教大学卒、現在は積水化学）
- 栗山正隆 - 元・亀岡市長（京都大学卒）

## その他
- 校庭に京都市電700形（726号）が保存されている。
- 通学路は、狭く交通量が多い場所がある。このことから京都府警察は、2019年に可搬式オービスを導入した際、安詳小学校の通学路において取り締まりを始めた[1]。

## 通学区域が隣接している学校
- 亀岡市立詳徳小学校
- 亀岡市立保津小学校
- 京都市立嵐山東小学校
- 京都市立松陽小学校　（飛び地）
- 京都市立大枝小学校
- 京都市立大原野小学校
- （大阪府）高槻市立樫田小学校